# 哈澤里格 (印地安納州)
哈澤里格（英語：Hazelrigg）是位於美國印地安納州布恩縣的一個非建制地區。該地的面積和人口皆未知。

## 地理
哈澤里格的座標為40°04′56″N 86°33′47″W / 40.08222°N 86.56306°W，而該地的平均海拔高度為278米（即912英尺）。